# Mar-a-Lago
Mar-a-Lago là một bất động sản và là một Địa danh Lịch sử Quốc gia Hoa Kỳ ở Palm Beach, Florida, được nữ thừa kế và người có tiếng trong giới thượng lưu Marjorie Merriweather Post cho xây dựng 1924-1927. Bà hình dung ngôi nhà này như là một chỗ tĩnh dưỡng mùa đông tương lai cho các tổng thống Mỹ và các chính khách nước ngoài. Sau cái chết của bà vào năm 1973, nó được để lại cho nước Mỹ. Tuy nhiên, các tổng thống kế tiếp nhau từ chối sử dụng biệt thự, cho nên nó được trao trở lại cho gia đình Post vào năm 1980 và cuối cùng Donald Trump mua lại nó vào năm 1985. Với việc Trump được bầu làm tổng thống trong tháng 11 năm 2016, nó lại đúng như ý tưởng của Marjorie Post nghĩ về Mar-a-Lago lúc trước.
Biệt thự có 126 phòng, 110.000 foot Vuông (10.2193 m2)  bây giờ chứa câu lạc bộ Mar-a-Lago, một câu lạc bộ chỉ dành riêng cho các thành viên với các phòng cho khách, một spa và các tiện nghi theo phong cách một khách sạn. Gia đình Trump duy trì một khu vực tư nhân riêng biệt.

## Sở hữu
Năm 1985 Donald Trump mua lại bất động sản này với giá năm triệu đô la - thấp hơn nhiều so với giá trị thị trường. Ông mua qua những người bù nhìn chỉ đứng trên giấy tờ lô bãi biển ở phía trước bất động sản và tìm cách hạ giá ngôi nhà lịch sử bằng cách đe dọa cản trở Mar-a-Lagos không nhìn được ra biển nữa với một tòa nhà bằng bê tông. Trump sau đó sửa chữa tòa nhà một cách rất tốn kém, và một phần của biệt thự trong năm 1995 được ông biến thành câu lạc bộ riêng của mình. Ngoài ra, Trump cho xây dựng một phòng khiêu vũ, kể từ năm 2005 hàng năm có buổi khiêu vũ Chữ thập đỏ Quốc tế.